# Albert Reiß
Albert Reiß, vagy Albert Reiss (Berlin, 1870. február 22. – Nizza, 1940. június 19.) német tenor operaénekes és színész. Pályafutása nagy részét a New York-i Metropolitan Opera énekeseként töltötte, ahol 1901–1919 között több száz előadáson volt hallható. Vígtenorként számos darabban alkotott maradandót, és 1930-as visszavonulásáig több jelentős európai operaházban is fellépett.

## Korai évei
Albert Reiß Berlinben született, szülei eredetileg jogásznak szánták, azonban jobban vonzotta a színpad világa. Miután a családja beleegyezett, hogy színészi pályára lépjen, Otto Ball, Otto Purschian és Ludwig Stahl tanítványa lett. Ezt követően Rostock, Berlin, Königsberg, Straßburg, Breslau és Hamburg színházaiban kapott szerepeket. A színpadon többnyire az ifjú szerelmes alakját játszotta.

## Énekesi pályafutása
Hamburgban Bernhard Pollini, impresszárió és Ernestine Schumann-Heink alt énekesnő tanácsára az opera felé fordult. Wilhelm Vilmar, Julius Lieban és Benno Stolzenberg tanároknál éneket tanult, majd 1897 debütált a königsbergi színpadon. Albert Lortzing Cár és ács című darabjában Peter Ivanov, az ács szerepét játszotta.
A következő évben egy évadra a poseni operához szerződött, ahol különböző darabokban énekelt. 1899 és 1901 között a wiesbadeni operában lépett fel. Ezt követően elfogadta a New York-i Metropolitan Opera ajánlatát, és itt 1919-ig első vígtenorként dolgozott. Új társulatával először Torontóban lépett fel, amikor a Bizet Carmenjében Remendadót, a csempészt alakította. Amerikai bemutatkozása a Trisztán és Izolda pásztoraként volt. 1910-ben Engelbert Humperdinck Jancsi és Juliska című operájában, a szerző beleegyezésével első tenorként énekelte a boszorkány részét, mely eredetileg mezzoszopránra íródott.
1902 után vendégelőadóként több helyen is fellépett, így a müncheni Hofoperben rendezett Wagner-fesztiválokon 1902–1907 között, a londoni Covent Gardenben 1902–1905 között, a hamburgi Stadttheaterben 1904-ben, a párizsi operában 1910-ben és a chicagói operában 1911–1912 között énekelt.
Az első világháború kitörésekor Reiß Nizzában tartózkodott. Mivel hazája és Franciaország egymással hadban álltak, internáló táborba került, és csak a Metropolitan igazgatójának, Giulio Gatti-Casazzának közbenjárásával sikerült kiszabadulnia és visszatérnie New York-ba. Más német és osztrák állampolgársággal rendelkező művészekkel szemben, Reiß tovább dolgozhatott a Metropolitanban.
1916-ban Mozart Bastien és Bastienne-jében és A színigazgató amerikai ősbemutatójában az Empire Theatre-ben is fellépett. 1919-ig a Metropolitanban 54 darabban és 736 előadáson énekelt.
1919-ben visszatért Németországba, és 1923–1925 között a berlini Volksoper, majd 1925–1930 között Städtische Oper énekese volt. 1924–1927 között újra vendégelőadó volt a Covent Gardenben.
1930-ban végleg befejezte pályafutását és nizzai villájába vonult vissza és ott hunyt el 1940-ben.

## Jelentősebb szerepei
Néhány jelentősebb szerepe:
- Vasek - Az eladott menyasszony (Bedřich Smetana)
- David - A nürnbergi mesterdalnokok (Richard Wagner)
- Mime - A Rajna kincse és Siegfried (Richard Wagner)

Néhány jelentősebb szerep és premier a Metropolitanban:
- 1910. december 10.: Nick - A Nyugat lánya (Giacomo Puccini)
- 1910. december 28.: A seprűkötő - Királyfi és királylány (Engelbert Humperdinck)
- 1912. március 14.: Mona (Horatio Parker)
- 1913. február 27.: Cyrano de Bergerac (Walter Damrosch)
- 1917. március 8.: The Canterbury Pilgrims (Reginald de Koven)
- 1918. december 14.: A köpeny (Giacomo Puccini)

Reiß nem csak kiváló operaénekes volt, hanem operettekben is meggyőző alakítást nyújtott. Többek között látható volt A denevér Eisenstein bárójaként és a Gasparone Benozzójaként is.

## Magánélete
1902-ben került volna sor Käthe Brandt színésznővel tervezett esküvőjére, azonban a menyasszony korai halála miatt ez meghiúsult.
Franciaországban házasságra lépett Magdeleine Massonnal, akitől két gyereke született.